# ライダイハン
ライダイハン（越: Lai Đại Hàn、朝: 라이따이한）とはベトナム戦争に参戦した韓国軍の兵士や南ベトナムに出稼ぎに行った韓国人労働者らと、現地のベトナム人女性との間に生まれた混血児を指す言葉である。また彼らは父親からの扶養義務を果たされずベトナムに置き去りにされた。
ライ「𤳆」（𤳆=「男」偏に「來」旁）はベトナム語で「混血」を意味し、ダイハンは「大韓」（朝：대한）のベトナム語読みであるが、「ライダイハン」という語そのものがベトナムの公式文書に現れる例は少ない。韓国では、ベトナム語からの借用語として取り入れられ、「ライタイハン」（朝：라이따이한）のように発音される。なお、韓国系ベトナム人（한국계 월남인 / 韓國系越南人）と呼ばれることもある。

## ライダイハンの数
ライダイハンの正確な数は、依然として、はっきりとは分かっていない。最小5千人から最大3万人（『釜山日報』2004年9月18日）など諸説ある。
韓国政府およびベトナム政府による調査が行われないまま、長期間、問題が放置されてきたことにより、被害者数の正確な把握が困難になったという批判もある。

## ライダイハンの現状
敵国の子供としてベトナム社会から差別を受け、貧困に苦しんだ。
ライダイハンの母は戦後敵国に通じていたと財産の没収、投獄、思想教育など弾圧された。
彼ら彼女らの中には父親の記憶を持たず、朝鮮語も話せず、写真だけが唯一残された思い出という者もいる。韓国との混血児は名乗りでないとの主張もある。
一部のライダイハンは、韓国で労働者として働きながら父親を探している。ライダイハンの父親捜しは容易ではなく、父親が判明した場合でも、親子として認められた例はほとんど無い。

## 当事国の動き

### 韓国国内の動き
ライダイハンの支援団、韓国軍の行為を批判する団体が活動している。
2019年、慰安婦問題で活動している正義連は韓国政府の消極的な姿勢に遺憾の意を示した。
父親の認知による国籍取得をするライダイハンの動きがあったが韓国の法律が変わり親子関係があった場合でも成人していた場合は国籍の取得が出来なくなり現在ライダイハンの韓国国籍取得は他のベトナム人と同じく帰化によるものとなっている。
韓国の民間団体や韓国のキリスト教団体とベトナム政府の支援により、支援施設（職業訓練学校）が設立され、無償での職業訓練と朝鮮語の教育が行われた。ただし、ライダイハンの支援よりも、ベトナム国民を対象とした活動になっているとの批判がある。
国籍法の改正前にはライダイハン自身が、韓国人である父親に対して実子であることの認知訴訟を起こし、判決により韓国国籍を取得する動きがあった。

#### 韓国左派との関係
ライダイハンが主体となる団体は存在しないが徴用工訴訟の弁護士がベトナム戦争被害者の弁護を行う、慰安団体が彼らの支援を行っている。従軍慰安婦、徴用工はベトナム戦争被害者と同じ個人請求権を利用しての補償である事が共通している。日本政府、韓国政府も責任を果たすべきと活動している。

### ベトナム政府の反応
ベトナム戦争での韓国政府に対する批判は控えめで二国間の友好関係維持を原則的立場としており謝罪の要求はしていない。またライダイハンの名誉回復や支援など行っていない。
村山康文によれば、ベトナム政府は韓国との経済関係を重視する立場から、韓国政府に対して謝罪・補償を要求するベトナム国内の動きを抑圧している。二国間関係以外の理由としては北ベトナムの戦争犯罪、弾圧などの批判を避ける事と見られている。
2018年に文在寅大統領が公式の謝罪を出そうとした時にはベトナム側による水面下での交渉で文大統領の謝罪は流れることになった。
ライダイハンらが国連人権委員会でDNA鑑定を文大統領に要求する公開書簡をイギリス大使館に送り親子関係が証明された際にはロンドンに像を建てると行動を起こしたケースでは「両国関係の未来志向に基づく発展をする努力をしてきた」と回答、韓国軍の性暴力の存在をベトナム政府は認識しているのかの問には「今後も友好関係の発展に努める」と明言を避けた。

## 国際社会の動き

### ライダイハンのための正義
ライダイハンのための正義（英: Justice for Lai Dai Han）は、2017年9月12日にイギリスで設立された市民団体。「ベトナム戦争において韓国軍兵士からの性的暴行に遭った女性たちが苛酷な人生を送っていること」を知らしめる目的で、イギリスの市民活動家であるピーター・キャロルが呼びかけ人となって設立された。
ロンドンで開かれた設立イベントには労働党のジャック・ストロー元英外相も参加している。団体のメンバーの英国人フリージャーナリスト、シャロン・ヘンドリーは、ライダイハンを育てたというベトナム人女性7人に聞き取り調査を行っており、「韓国兵は多くのベトナム女性に性的暴行を加えたり、慰安婦として強制的に慰安所で働かせていた」と報告している。

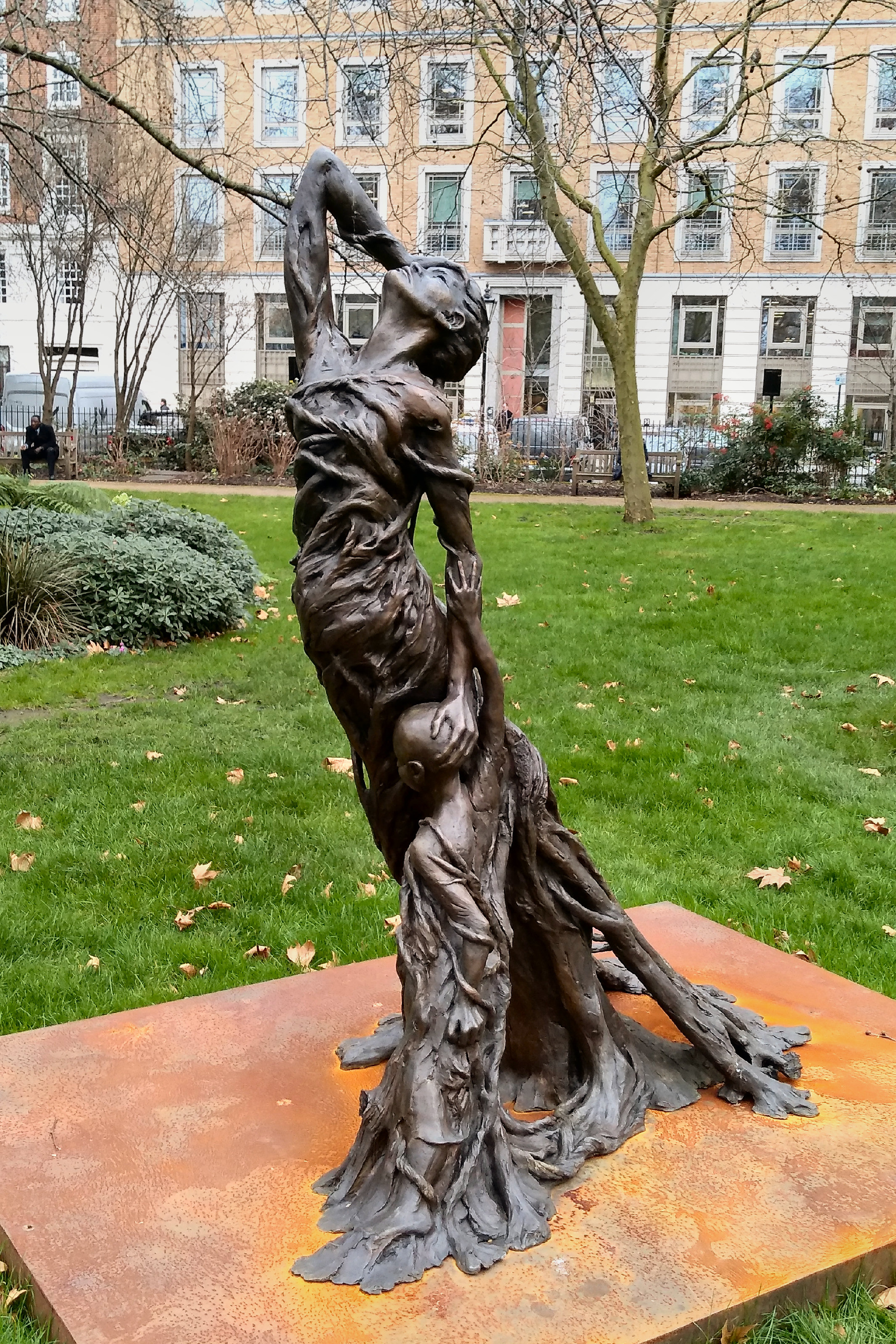
レベッカ・ホーキンス作「ライダイハン像」（シティ・オブ・ウェストミンスター）

こういった事実関係究明のため、イギリス議会に調査委員会設置を求めると共に、イギリス人彫刻家のレベッカ・ホーキンスが被害女性とその子供たち、及び世界中の性暴力被害者のために制作した「ライダイハン像」を公開した。
2019年イスラム国の被害者ナディア・ムラドを招いたイベントで正式の公開され現在はセント・ジェームズ広場に展示されている。
2020年3月27日に英国放送協会（BBC）が、「1968 - the year that haunts hundreds of women」という記事で、ベトナム戦争における韓国軍兵士によるベトナム人女性への性的暴行を特集し、「韓国人に何が起きたのかを認めてもらう必要がある」とのベトナム人被害女性の訴えを紹介し「ライダイハンのための正義」が、謝罪を求め、適切に対応すれば悪影響を及ぼすことはないと述べた。

## 関連作品
SBSでライダイハンをテーマとしたドキュメンタリー『大韓の涙』が放送された。
フィクションでは、2007年に同じくSBSで、新ライダイハンがヒロインの連続テレビドラマ『黄金の新婦』が放送された。
「ベトナムピエタ」平和少女像で知られるキム・ウンソン&キム・ソギョンが制作したもの。チェジュにあり韓国軍による民間人虐殺被害者の母親と名もなき赤子の鎮魂のために作成。韓国・ベトナム平和財団の寄付活動により2017年除幕された。

## アメラジアン
戦時下のベトナムにおいては、アメリカ軍兵士とベトナム人女性との間にも多くの二世（越：Lai Mỹ/ 𤳆美、ライミー）が産まれた。一説には1万5千人ないし2万人とも推計されている。
南北統一後のベトナムでは、当初、ライダイハン同様に「敵国の子」とされ、迫害の対象となった。1987年にアメリカ政府は混血児とその家族の移住を受け入れ始めたが、なおベトナムに留まる者も多かった。しかしライダイハンほど激しくはなく、ドイモイ以降の政府の越米和解路線により激しい迫害は見られなくなった。